# Hans-Uwe Bauer
Hans-Uwe Bauer (* 26. August 1955 in Stralsund, Bezirk Rostock, DDR) ist ein deutscher Film- und Theaterschauspieler.

## Leben und Werk
Hans-Uwe Bauer wurde 1955 in Stralsund geboren. Nachdem seine Mutter kurz darauf nach Westdeutschland floh, kam Bauer als Findelkind in verschiedene DDR-Kinderheime in Bollersdorf, Borgsdorf und Werftpfuhl, wo er bis zu seinem 18. Lebensjahr aufwuchs.
Er begann nach einer Ausbildung zum Tischler an der Staatsoper in Berlin 1980 ein Schauspielstudium an der Hochschule für Film und Fernsehen Potsdam. Es folgten Theaterengagements in Görlitz, Greifswald, Potsdam, Graz und an verschiedenen Berliner Bühnen. Sein Filmdebüt hatte er 1982 in der DEFA-Literaturverfilmung Der Aufenthalt des Regisseurs Frank Beyer. Weitere Film- und Fernsehproduktionen waren Die Besteigung des Chimborazo, Good Bye, Lenin!, Sonnenallee, Das Leben der Anderen, Westwind, Niemandsland, diverse Tatorte und Fernsehspielfilmformate. 2007 wurde der deutsche Beitrag Das Leben der Anderen als bester ausländischer Film mit einem Oscar geehrt. 
Im Jahr 2024 erhielt er für seine Nebenrolle in Sterben den Deutschen Filmpreis zuerkannt.

## Filmografie (Auswahl)
- 1979: P.S.
- 1982: Alexander der Kleine
- 1983: Der Aufenthalt
- 1983: Das Luftschiff
- 1983: Fariaho
- 1984: Rublak – Die Legende vom vermessenen Land
- 1985: Die Frau und der Fremde
- 1986: Der Hut des Brigadiers
- 1987: Polizeiruf 110: Der Tote zahlt (Fernsehreihe)
- 1988: Dschungelzeit
- 1989: Die Tänzerin
- 1989: Die Besteigung des Chimborazo
- 1990: Versteckte Fallen
- 1991: Polizeiruf 110: Der Riß
- 1991: Der Besucher
- 1994: Liebling Kreuzberg (Fernsehserie, Folge Rote Ohren)
- 1995: Faust (Fernsehreihe, Folge Der Clan des Drachen)
- 1996: Mona M. – Mit den Waffen einer Frau (Fernsehserie, Folge So nicht, Frau Staatsanwalt)
- 1996: Stockinger (Krimiserie, Folge Mord-Saison im See-Hotel)
- 1997: Die Rechte der Kinder
- 1999: Sonnenallee
- 2001: So weit die Füße tragen
- 2002: Stahlnetz: PSI
- 2002: Ein starkes Team – Kinderträume
- 2003: Bella Block: Kurschatten
- 2003: Good Bye, Lenin!
- 2005: Der letzte Tanz
- 2005: Die Leibwächterin
- 2006: Das Leben der Anderen
- 2007: Der blinde Fleck
- 2010: Boxhagener Platz
- 2010: Polizeiruf 110: Aquarius
- 2010: Friendship!
- 2011: Westwind
- 2011: Zimmer 205
- 2012: Die letzte Spur – Terrorist
- 2012: Der Turm (Fernseh-Zweiteiler)
- 2012: Wir wollten aufs Meer
- 2012: Operation Zucker
- 2012: Mörderische Jagd
- 2014: Alleine war gestern
- 2014: Polizeiruf 110: Hexenjagd
- 2014: Toleranz
- 2014: Spreewaldkrimi – Mörderische Hitze
- 2014: Der Mann ohne Schatten
- 2015: Blochin – Die Lebenden und die Toten (TV-Miniserie)
- 2015: Nord bei Nordwest – Der wilde Sven
- 2015: Mordkommission Berlin 1
- 2017: Der junge Karl Marx (Le jeune Karl Marx)
- 2017: Praxis mit Meerblick – Willkommen auf Rügen
- 2017: Zwei Bauern und kein Land
- 2017: Der Barcelona-Krimi – Tod aus der Tiefe (Fernsehreihe)
- 2018: Verliebt in Masuren
- 2018: Werk ohne Autor
- 2018: Der Wunschzettel
- 2019: Polizeiruf 110: Mörderische Dorfgemeinschaft
- 2019: Zeit der Geheimnisse (Miniserie)
- 2021: Das Lied des toten Mädchens
- 2021: Ein starkes Team: Verdammt lang her (Fernsehreihe)
- 2021: Sarah Kohr – Stiller Tod
- 1997–2024: Tatort:
  - 1997: Eiskalt
  - 2002: Rückspiel
  - 2004: Heimspiel
  - 2004: Abschaum
  - 2006: Revanche
  - 2007: Dornröschens Rache
  - 2009: Schwarzer Peter
  - 2009: Neuland
  - 2009: Borowski und die Sterne
  - 2014: Großer schwarzer Vogel
  - 2016: Taxi nach Leipzig
  - 2017: Fürchte dich
  - 2019: One Way Ticket
  - 2019: Der höllische Heinz
  - 2021: Borowski und der gute Mensch
  - 2024: Tatort: Unter Gärtnern
- 2022: Honecker und der Pastor (Fernsehfilm)
- 2022: Totenfrau (Fernsehserie)
- 2024: Sterben
- 2024: Erzgebirgskrimi – Mord auf dem Jakobsweg

## Auszeichnungen
- 1986: Nebendarstellerpreis auf dem 4. Nationales Spielfilmfestival der DDR für Der Aufenthalt
- 2024: Deutschen Filmpreis  für Sterben (Beste männliche Nebenrolle)